# Anís del Mono

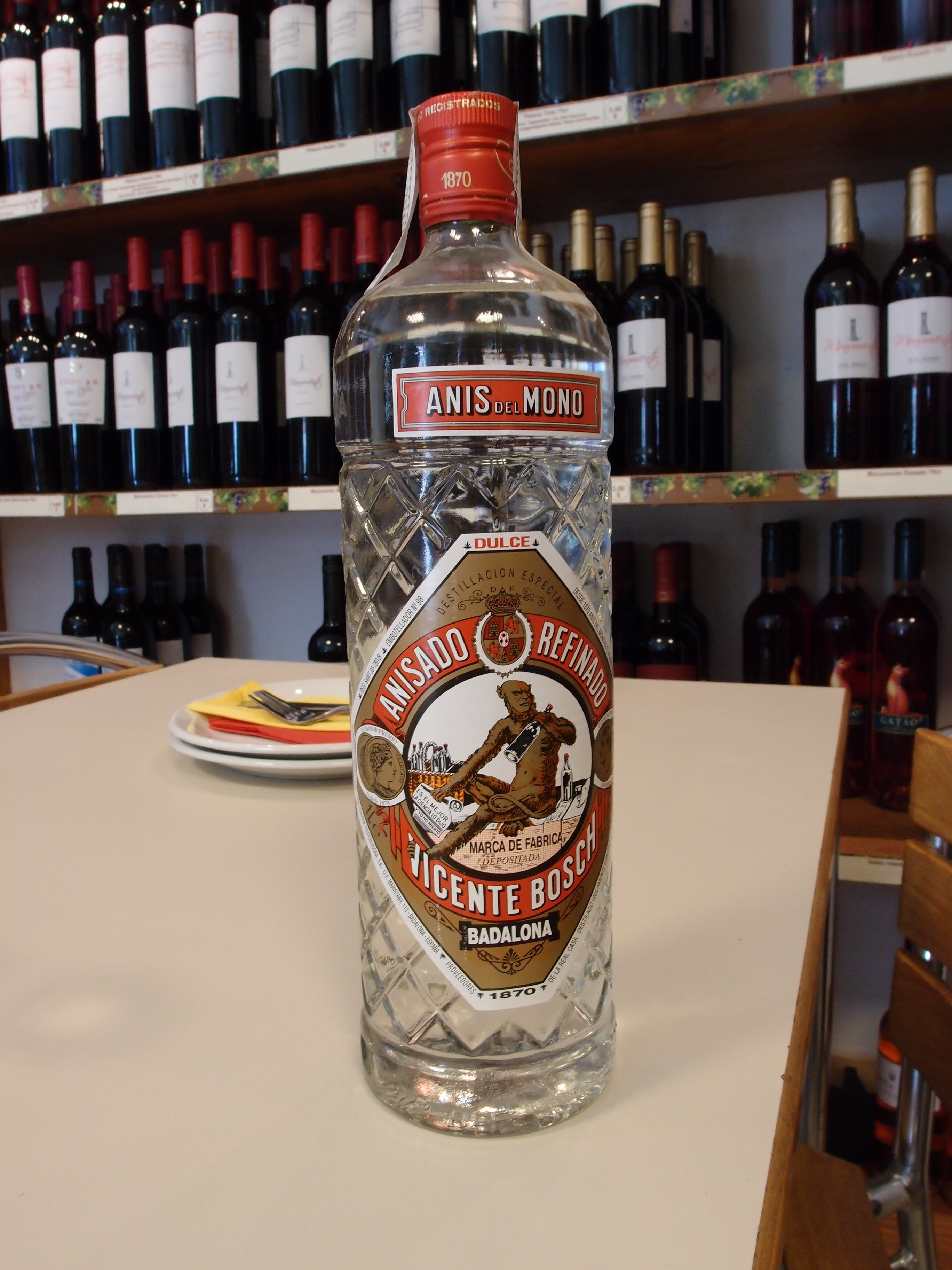
Botella de Anís del Mono

Anís del Mono es una marca registrada de anís con origen en la ciudad  de Badalona provincia de Barcelona, Cataluña, España, Es empleada en la repostería española desde el siglo XIX.

## Historia de la fábrica

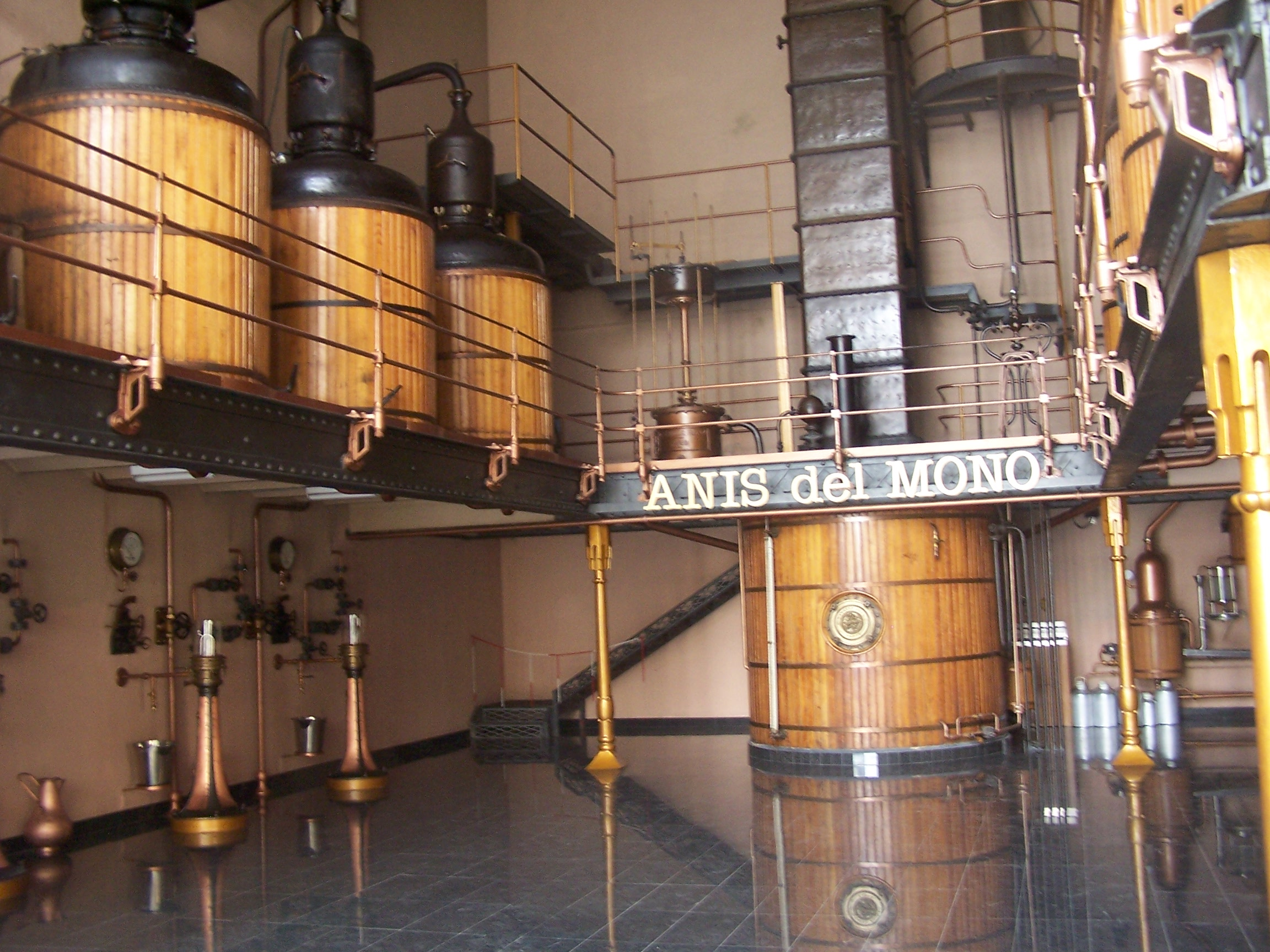
Fábrica de Anís del Mono en Badalona (Barcelona) España.

La fábrica fue fundada en Badalona (Barcelona) España en 1870, tal y como indica la etiqueta, por los hermanos Vicente y José Bosch y Grau, llegando a ser uno de los anisados más importantes de España. Su sistema de producción es artesanal, tal como se utilizaba hace más de 150 años. En la factoría destacan, por su importancia histórica, las salas de destilación, de estilo modernista, así como el archivo y el despacho del gerente, junto con los muebles de madera de época, diseñados por el arquitecto badalonés Joan Amigó y Barriga. La fábrica fue declarada patrimonio histórico en 2007.

## Composición
El Anís del Mono contiene en su composición únicamente matalahúva (grana de anís), de la que se saca el aceite esencial que proporciona el bouquet tan característico del producto. Agua químicamente pura, jarabe de azúcar refinado y filtrado, y alcohol. El proceso de destilación se lleva a cabo en alambiques de cobre, originales del siglo XIX. Se fabrican dos variedades de anís, seco (etiqueta verde) y dulce (etiqueta roja). En 2011 se exportaba a Estados Unidos y a varios países de Iberoamérica.
En una cierta etapa, el mono llevaba una botella de anís del mono, con la misma etiqueta, formando una especie de bucle, que tiene una denominación específica en publicidad o en imagen.

## Diseño y publicidad

### El mono y Darwin

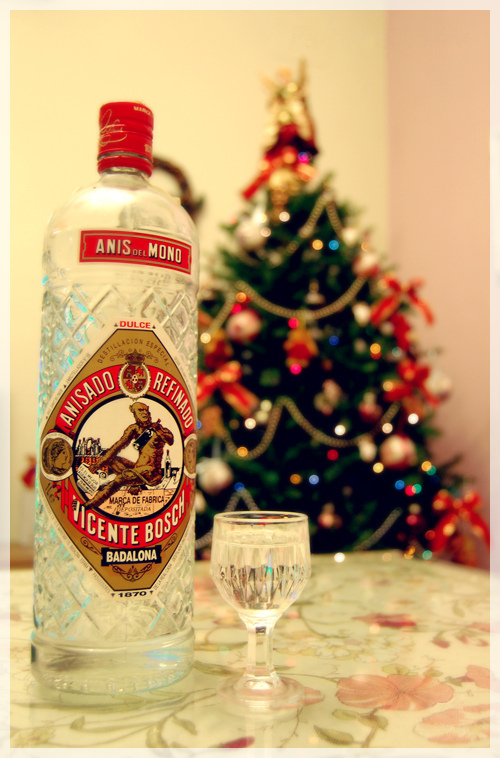
Botella de Anís del Mono

Hay varias teorías sobre el porqué del mono.

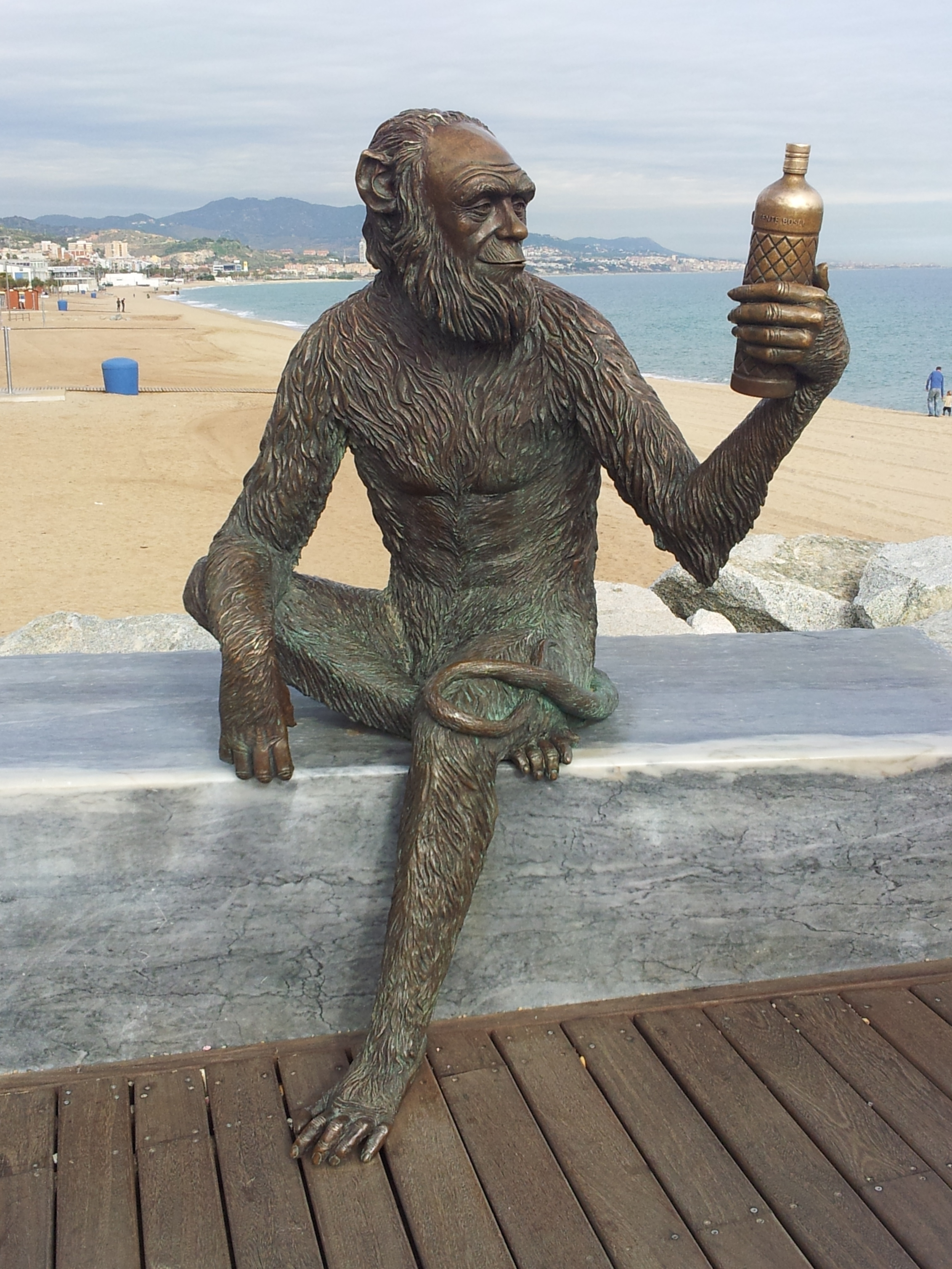
Estatua del mono en el paseo marítimo de Badalona (Barcelona) España.

- Una de ellas sostiene que había un mono de mascota en la fábrica. La familia Bosch tenía propiedades y negocios en América. Uno de sus barcos trajo un mono, que acabó instalado en la fábrica que tenían junto a la playa de Badalona (Barcelona) España los hermanos Vicente y José. El primate se hizo muy popular y la gente se acercaba hasta la fábrica para ver sus juegos. Esto hizo que la empresa fuese conocida popularmente como la del "anís del mono".[2]
- Otra teoría dice que Bosch, notario y afamado empresario, aprovechó el debate que suscitaban las teorías de Darwin, para publicitar su marca como la más evolucionada. En la etiqueta, un primate humanoide sostenía un pergamino que proclamaba: "Es el mejor. La ciencia lo dijo y yo no miento". Esta ciencia era la que había hecho pública en 1859 Charles Darwin con su libro El origen de las especies". También hay una teoría que sostiene que el rostro del primate humanoide, es el del mismo Charles Darwin. Esto puede cotejarse comparando la imagen de la etiqueta con una fotografía del naturalista.[2]
- Otros defienden que se buscaba desacreditar al científico. Aunque inicialmente el animal no tenía facciones reconocibles, la que se impuso con el tiempo, es la que tenía parecido con Darwin. Algunos opinan que los hermanos Bosch estaban en contra de la teoría de la evolución y caricaturizaron a Darwin.[3]
- La teoría del historiador vasco Manuel Llano Gorostiza, una de las más polémicas: Antes de que el coñac de Jerez desplazase al licor de anís, España era un país que bebía anís mayoritariamente,  se le tenía por una bebida salutífera y se le atribuían toda suerte de beneficiosas propiedades.

En 1884 los habitantes de la población de Monóvar (Alicante) España, quedaron milagrosamente a salvo de la epidemia de cólera que arrasó España y tal prodigio, por obscuros razonamientos, se atribuyó al consumo de anís por parte de los vecinos de aquella localidad, donde existían fábricas de aguardiente anisado muy populares; ello, naturalmente, disparó aún más el consumo. Los consumidores de media España decían a los taberneros: “Ponme un monóvar, dame un monóvar, ponme un “mono”, refiriéndose al anisado. 
Tal fenómeno fue aprovechado por avispados comerciantes de licores que llevaron a cabo campañas de marketing verdaderamente pintorescas. La más recordada fue la llevada a cabo por el comerciante catalán José Bosch Grau quien, al observar que en las tabernas la clientela para pedir anís pedía simplemente “Mono” (apócope de Monóvar), decidió incluir la imagen de un simio en la etiqueta. El simio en cuestión llevaba en la mano derecha un pergamino con la críptica leyenda “La ciencia lo dijo y yo no miento” en alusión, al parecer, al prodigio de Monóvar (Alicante) España. En la cara del mono, además, muchos han querido ver también la efigie de Charles Darwin (que por entonces fletó su teoría de la evolución) o de algún político de la época.
La forma de la botella sería una variante del perfume que Vicente Bosch compró en París para su esposa. Tras negociar los derechos del diseño, en 1902 registró la botella adiamantada con la famosa etiqueta.

### La etiqueta y la publicidad

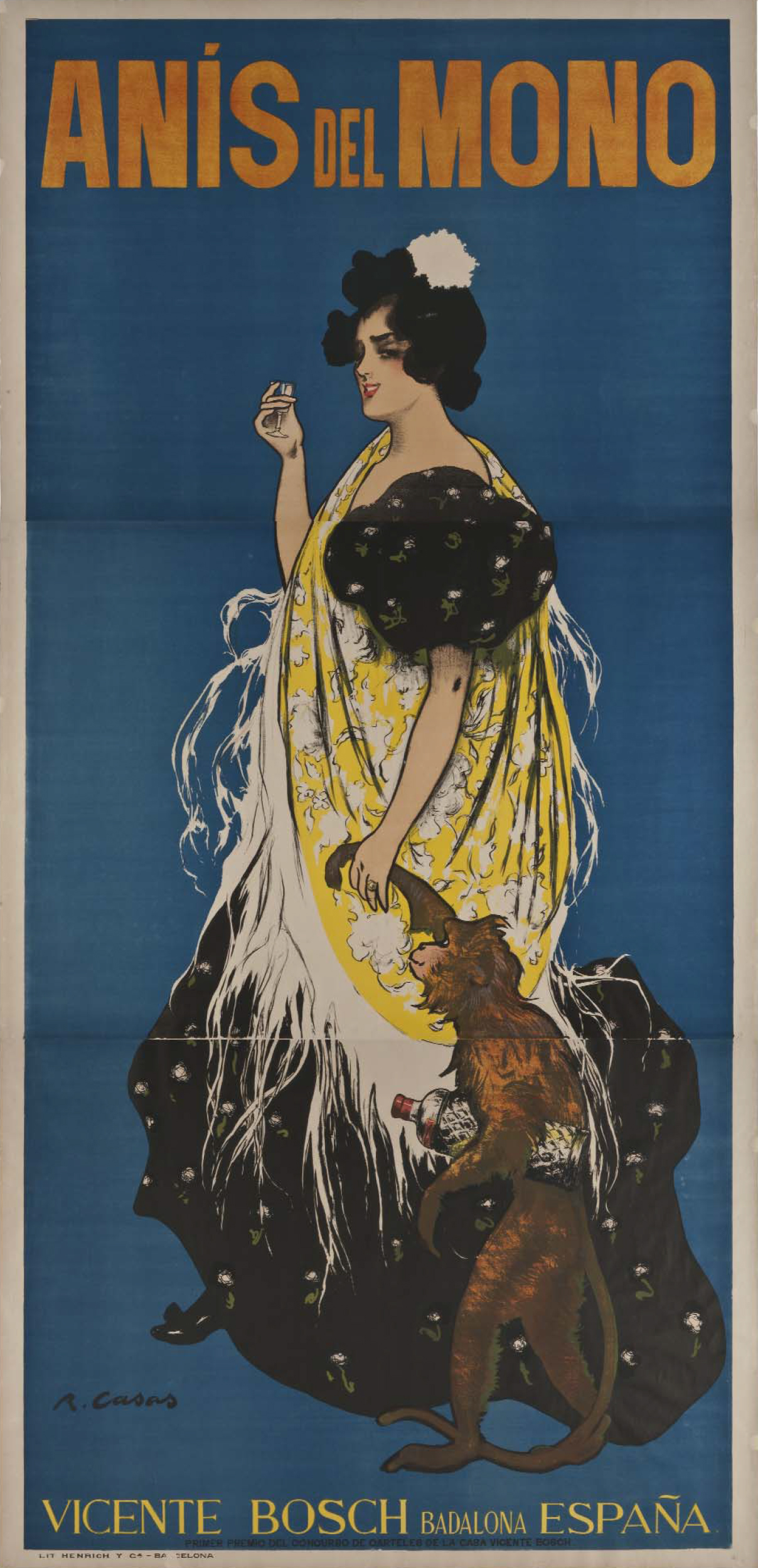
Cartel de Anís del Mono por Ramón Casas (1898)

La botella de anís, cuadro realizado por Juan Gris en 1914. Museo Reina Sofía, Madrid.

En 1897, Vicente Bosch convocó el primer concurso de carteles en España para su marca. Se presentaron varios de los mejores pintores de la época. En 1898 se celebró la exposición de los trabajos. El elegido fue el cartel realizado por Ramón Casas titulado Mona y mono. Vicente Bosch fue también el primero en colocar un luminoso publicitario en 1913, en plena Puerta del Sol de Madrid. Meses más tarde, se inauguraba otro luminoso en la plaza de Cataluña, junto al paseo de Gracia, en Barcelona.

### La botella
Otro de los emblemas del Anís del Mono es su botella. Fue en un viaje a París, cuando Vicente Bosch quedó prendado de una botella de perfume que regaló a su mujer. Tras pedir al perfumista los derechos del envase, en 1902 lo registraba poniendo la famosa etiqueta con el mono.

## Premio de pastelería Anís del Mono
El licor de anís es un buen acompañante de postres y meriendas. La buena química que se establece entre el licor Anís del Mono y el chocolate, es el eje del certamen pastelero Concurso Mejor Especialidad Pastelera Anís del Mono, que se celebra en la Escuela de Pastelería de Barcelona.

## Curiosidades
El pintor Juan Gris utilizó esta marca en su collage cubista de 1914 La botella de anís (La bouteille d'anis).
En la película El Padrino, de Francis Ford Coppola, hay una escena, después de una comida a base de pasta italiana, en la que beben café y Anís del mono, que se identifica claramente por su particular botella.
Popularmente se le conoce como el chulo de Badalona.
Cuenta con su propia estatua en el paseo marítimo de Badalona desde el 7 de julio de 2012.
También se puede observar un error de imprenta que jamás fue corregido a sabiendas, se puede leer "destillacion" en la etiqueta en vez de "destilación".